# 국도 제494호선 (일본)
일본 494번 국도(일본어: 国道494号→국도 494호)는 에히메현 마쓰야마시 시역소 앞 교차로에서 출발하여 고치현 스사키시까지 이어주는 총 연장 113.8 km, 실제 연장 80.0 km, 현도 79.3 km의 거리를 가진 일본의 일반 국도 노선이다.

## 노선 정보
일반 국도의 노선을 지정하고 있는 정령에 의거한 기종점 및 경유지는 다음과 같다.
- 기점: 마쓰야마시 산반초 4초메 7-2 (마쓰야마 시역소 앞 교차로, 11번, 33번, 56번 국도의 종점이자 317번, 379번, 440번 국도의 기점)
- 종점: 스사키시 (56번 국도와의 교점)
- 중요 경유지: 에히메현 온센군(일본어판) 가와우치정[1], 고치현 아가와군 이케가와정[2], 같은 군 아가와촌[3], 같은 현 다카오카군 사카와정
- 총 연장: 113.8 km
- 중용 연장: 33.7 km
- 실제 연장: 80.7 km
  - 현도: 79.3 km
  - 구도: 0.8 km
  - 신도: 없음
- 지정 구간: 11번, 33번 국도와 중복된 구간 (에히메현 마쓰야마시 시역소 앞 교차로 ~ 에히메현 도온시 스노우치, 에히메현 고치군 아가와정 가와구치 교차로 ~ 에히메현 다카오카군 사카와정)

## 연혁
- 1993년 4월 1일 : 일반 국도 제494호선(마쓰야마시 ~ 스사키시)이 공식적으로 지정됨.

## 지리

### 통과하는 지자체
- 에히메현
  - 마쓰야마시 - 도온시 - 가미우케나군 구마코겐정
- 고치현
  - 아가와군 니요도가와정 - 다카오카군 오치정 - 다카오카군 사카와정 - 스사키시

### 통과하는 도로
고속도로
- 마쓰야마 자동차도(일본어판, 중국어판)

국도
- 11번 국도
- 33번 국도
- 56번 국도
- 317번 국도
- 379번 국도
- 439번 국도
- 440번 국도